# Rhazes

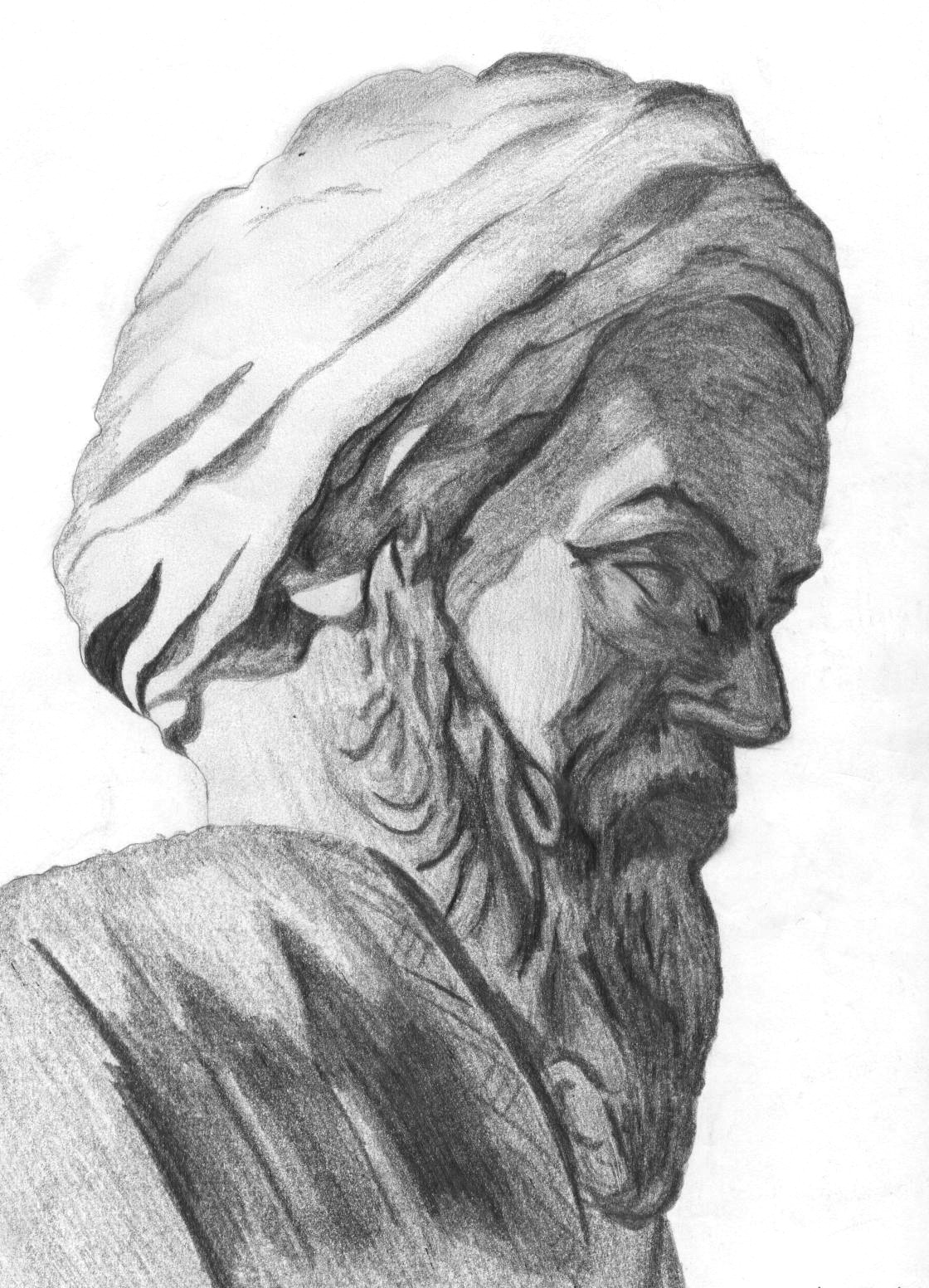
Rhazes, Zeichnung

Abū Bakr Muḥammad bin Zakaryā ar-Rāzī (arabisch أبو بکر محمد بن زکریا الرازی; kurz ar-Rāzī, in der westlichen Welt bekannt unter dem gräzisierten Namen Rhazes (auch Razes und Rhases) oder Rasis; * um 865 in Rey; † um 925 ebenda) war ein persischer Arzt, arabisch publizierender Verfasser eines umfangreichen Sammelwerks der klinischen Medizin, Naturwissenschaftler, Übersetzer, Philosoph, islamischer Religionskritiker und Alchemist.

## Leben und Werke

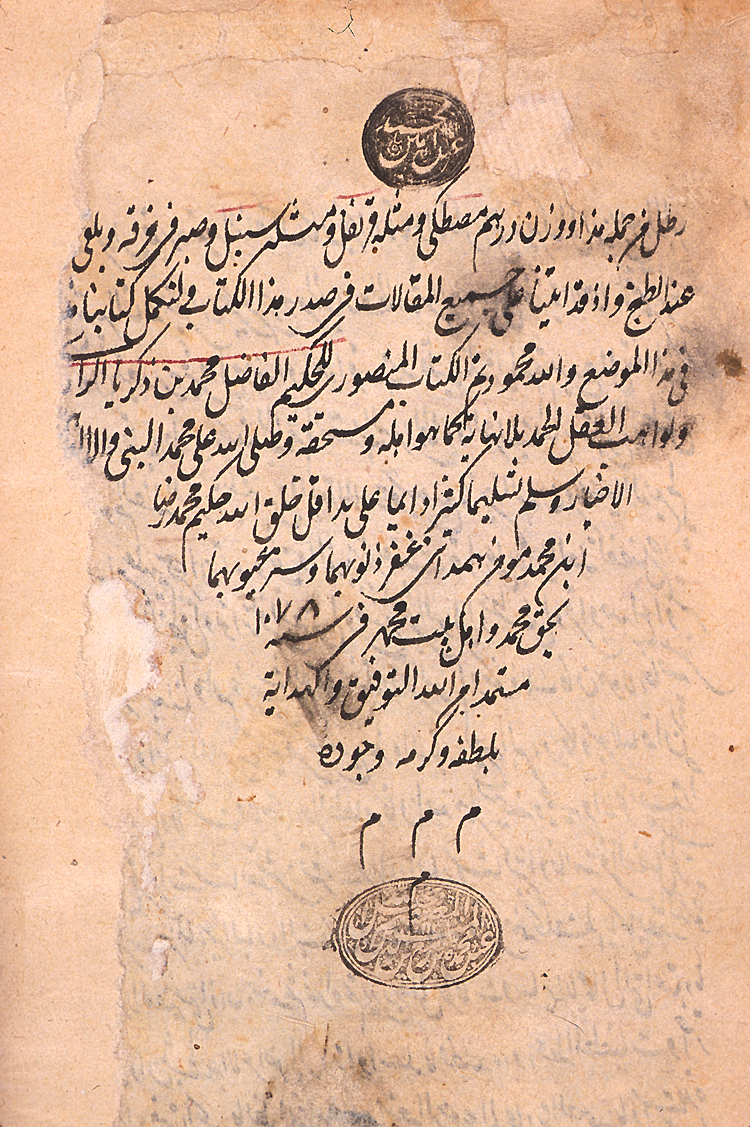
Buch der Medizin

Bevor er Arzt wurde, hatte sich Rhazes mit Musiktheorie und Chemie beschäftigt. Außerdem hatte er Medizin, wahrscheinlich auch Philosophie, bei Raban al-Tabri studiert. Er leitete ein Krankenhaus in Rey und übernahm später eine entsprechende Stelle in Bagdad.
Anders als der ebenfalls als Arzt tätige Philosoph al-Kindī, dessen naturphilosophische Schriften er studiert hatte, war Rhazes auch Alchemist, während ihn mathematisch-logische Fragen weniger interessierten.
Er wurde als Autor zahlreicher medizinischer Bücher bekannt, die sehr lange zum Medizinstudium benutzt wurden. Als einer der ersten konzentrierte er sich auf die psychischen Seiten der Medizin und der Heilung und dachte sich das Verhältnis von Leib und Seele als von der Seele bestimmt. Ein Mediziner sollte seiner Meinung nach auch ein guter „Seelenarzt“ sein.
Außerdem schätzte er das „tausendjährige Wissen der Bücher“ weit mehr als vergleichsweise kurzfristige Schlüsse erfahrungsarmer Logiker und eine darauf aufbauende Philosophie. Da er sehr viele Experimente machte und fast alle seine Aussagen, vor allem in der Medizin, selbst erprobte, gilt er als großer Empiriker.
Rhazes beschrieb eine Methode zur Leichenkonservierung, die im Mittelalter auch in Europa bekannt wurde und die sich, mit nachträglichen Verbesserungen, bis Ende des 18. Jahrhunderts halten konnte. Seine Methode beruhte im Wesentlichen auf der Entfernung der Eingeweide, dem Waschen der Körperhöhlen mit Essig und Weingeist sowie dem Ausfüllen des Leichnams mit aromatischen Pulvern und konservierenden Salzen.
Sein Leben verbrachte er in Rey, wo er geboren wurde und auch starb, und zeitweise in Bagdad. Als Arzt war er sehr gefragt. Er wirkte unter anderem am samanidischen Fürstenhof. Auf dem Gebiet der Philosophie war er zwar viel rezipiert, aber fast nur abgelehnt worden, weshalb seine Schriften kaum erhalten sind und nur durch die polemischen Antworten seiner Konkurrenten rekonstruiert werden können. Sein philosophisches Interesse galt drei Dingen: der Metaphysik, der Erkenntnislehre und der Ethik.
Er predigte zwar ein mehr oder weniger asketisches Leben, lebte es aber selbst wenig. Dies wurde ihm meist als Kritik vorgeworfen; er rechtfertigte sich aber in seinem Werk „Die philosophische Lebensweise“ kurz vor Ende seines Lebens dafür. Abgelehnt wurde er von anderen Philosophen, vor allem aber von den islamischen Gelehrten. Rhazes war ein Kritiker der Offenbarungsreligionen. Er hatte daher viele Feinde unter den konservativen Religionsgelehrten, was dazu führte, dass er seine Position in Bagdad aufgab.
Rhazes war danach der Direktor des Krankenhauses in Rey; diesen Posten sollte er schließlich wegen seiner theologie- und prophetenkritischen Werke verlieren. Er starb vermutlich 925 (nach anderen Quellen 932) als verarmter Mann in der Wohnung seiner Schwester in Rey.

## Philosophie
Gemäß dem metaphysischen Weltbild des Rhazes ist das Universum nach fünf Urprinzipien geordnet, die ewig sind und von Anfang an existieren:
- Ein Schöpfer(gott), auch „vollkommener Intellekt“ genannt, der Mitleid und Barmherzigkeit hat
- Die ewige Materie, die unstrukturiert ist und aus Atomen besteht
- Die Universalseele, die nach Vollkommenheit strebt
- Die absolute und ewige Zeit (in der geschaffenen Welt aber relative Zeit)
- Der absolute und ewige Raum (in der geschaffenen Welt aber relativer Raum)

Trotz der Ewigkeit dieser fünf Urprinzipien kennt Rhazes auch eine Schöpfungsgeschichte, nach welcher die Seele versucht, die Materie zu formen, aber scheitert, da Letztere sich wehrt und erst dank Gottes Eingreifen aus Mitleid und Barmherzigkeit die Welt geschaffen wird. Die Körper bekommen alle Seelenpartikel, jedoch fühlen sie sich nicht wohl und streben durch eine Art System der Wiedergeburt nach oben zur Erlösung; wenn sie ihr Leben aber „schlecht“ leben, steigen sie ab. Sie haben jedoch immer die gleichen Chancen, alle die Erlösung zu erreichen. Hier widerspricht Rhazes der islamischen Vorstellung und der Lehre des Propheten Mohammed ganz heftig, weshalb er oft als Häretiker verstanden wurde. Denn nach ihm kann also kein Mensch besondere Fähigkeiten erhalten, wie etwa die des Propheten. Dennoch war Rhazes kein Atheist, da auch in seiner Lehre alles Leben nur mit Gottes Hilfe entsteht und alles Leben zu Gott bzw. in einen gottähnlichen Zustand strebt. Seine Erkenntnislehre schließt Propheten also aus; er geht sogar so weit, sie als Betrüger zu bezeichnen, die das Volk „blenden“, da sie Wunder verwenden, um „von der Wahrheit abzulenken“. In seinen ethischen Werken „Die geistige Medizin“ und „Die philosophische Lebensweise“ schreibt er darüber, wie die Seele zur Tugend erzogen werden kann und welche Lebensweise gute Voraussetzungen dafür und schließlich für ein „Aufsteigen“ der Seele liefert. Insgesamt beruht sein ethisches System auf dem Streben nach Erkenntnis, auf gutem Handeln, auf Mitleid mit den anderen, auf sinnvollem Abwägen der weltlichen Genüsse (diese aber in Maßen durchaus genießend), auf Vertrauen an den barmherzigen Gott und darauf, dass durch Wissen alles gelöst werden kann. Auf den Vorwurf, ein asketisches Leben ähnlich dem des Sokrates zu predigen, selbst aber nicht zu leben, antwortete Rhazes in seiner letzten Schrift „Die philosophische Lebensweise“, dass er die Lebensweise des späten Sokrates, den er als seinen Imam ansah, bevorzuge und dass ein rein asketisches und zu zurückgezogenes Leben ähnlich dem der Sufis nicht gut sei, da das einzelne Individuum auch für das Wohl des Einzelnen und der Gemeinschaft verantwortlich sei.
Die überlieferten Ansichten Al Razis über Religion sind widersprüchlich, da keines seiner Werke über Religion in Gänze überliefert wurden. So hat Al Biruni, der Rhazes als seinen Mentor ansah, in seiner Bibliographie Werke aufgelistet, in welchen Al Razi eindeutig das Prophetentum, also auch die islamische Offenbarungsreligion, verteidigt. Den Großteil der vermeintlich religionskritischen Ansichten Al Razis wurden vom extremistischen Ismaeliten Abu Hatim überliefert und müssen deswegen kritisch bewertet werden, insbesondere weil Al Razi ein Kritiker der Ismaeliten war.
Über den Koran hatte Zakariya ar-Razi vermeintlich eine eindeutige Meinung: „Sie behaupten, dass das offensichtliche Wunder in Form des Korans jedem zugänglich ist. Sie sagen 'Wer auch immer dies verneint, sollte etwas Vergleichbares reproduzieren'. Tatsächlich könnten wir tausend ähnliche Erzeugnisse reproduzieren, aus dem Werk von Rhetorikern, eloquenten Sprechern und wackeren Poeten, deren Formulierungen treffender und kürzer sind. Sie können ihre Absichten besser mitteilen und auch ihre Reimprosa hat einen besseren Rhythmus. Bei Gott, was sie uns erzählen, erstaunt uns sehr! Sie sprechen über ein Buch, das alte Mythen aufzählt und zur selben Zeit voller Widersprüchlichkeiten ist und keine wertvollen Informationen oder Erklärungen beinhaltet. Dann sagen sie 'Produziert etwas Vergleichbares!'“ Allerdings ist auch dieses Werk nicht erhalten und muss in Zweifel gezogen werden.

## Alchemie
Rhazes vermeidet Spekulationen über den Aufbau der Materie, im Gegensatz etwa zur Schule von Dschābir ibn Hayyān (Geber) mit deren Lehre vom Gleichgewicht der Elemente mit festen, an die pythagoräischen Harmonie-Ideen angelehnten Verhältnissen. Er orientiert sich stattdessen am Experiment, dargestellt in seinem Buch Geheimnis der Geheimnisse. Er behandelt darin in sachlich nüchterner Weise chemische Geräte und Verfahren, Minerale und Chemikalien, wobei er vier Geister (Schwefel, Arsen, Quecksilber, Salmiak), sieben Körper (Metalle), dreizehn Gesteine, sechs Vitriole (wozu er auch Alaun zählt) und elf Salze unterscheidet. Ziel der Alchemie ist ein Elixier, das Umwandlungen der Stoffe ermöglicht.
Es scheint eine umfangreichere zwölfbändige Darstellung der Alchemie von Rhazes gegeben zu haben, von der aber nur Fragmente und die Einführung (Kitāb al-mudḫal at-taʿlīmī) erhalten sind.
Im lateinischen Mittelalter wurden ihm auch einige weitere Texte zugeschrieben wie das Lumen Luminum (Licht der Lichter) und Das Buch der Alaune und Salze, das in Spanien im 11./12. Jahrhundert entstand, im 13. Jahrhundert ins Lateinische übersetzt wurde und unter anderem auf Roger Bacon Einfluss ausübte. Auch der Pseudo-Geber (ein lateinischer Autor, der den Namen Gebers benutzte) mit seiner Summa Perfectionis war von Rhazes beeinflusst.

## Bedeutung

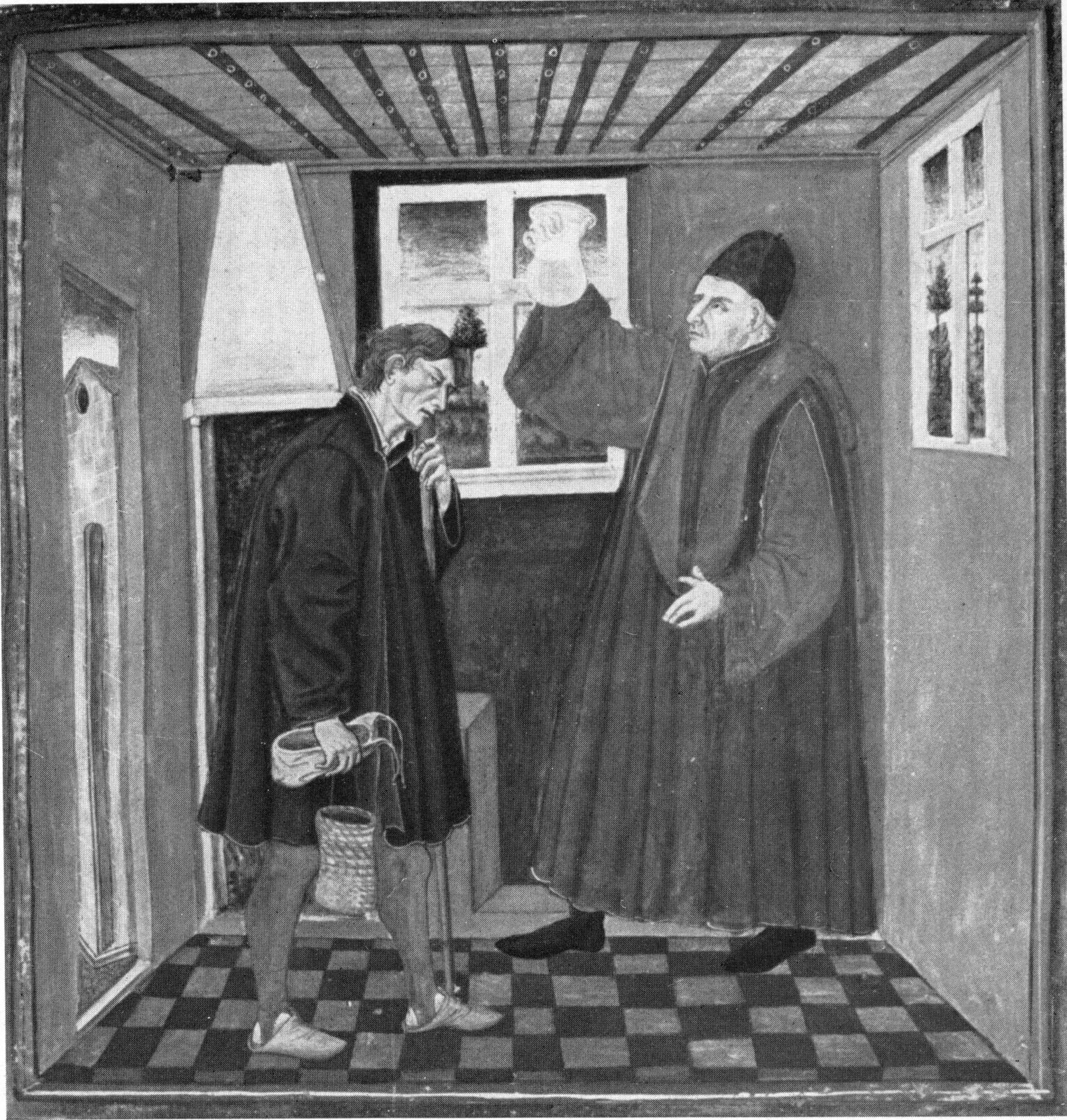
Buchmalerei in einer Handschrift aus Neapel, die eine lateinische Übersetzung des medizinischen Werks von ar-Rāzī enthält. Ein Arzt hält in Anwesenheit eines Patienten ein Gefäß mit dessen Urin. Torino, Biblioteca Nazionale, D.I.14, fol. 1, im Jahr 1460 geschrieben.

Rhazes war ein produktiver Schriftsteller, der sich mit 183 Veröffentlichungen (Büchern oder Textbeiträgen) auf den verschiedensten Gebieten der Wissenschaft und Philosophie hervortat.
Neben Abu Ali al-Hussein Ibn Abdallah Ibn Sina (latinisiert: Avicenna) war Rhazes einer der bekanntesten (heidnischen) Autoritäten der Medizin und gilt er als der bedeutendste Arzt vermutlich nicht nur des orientalischen Mittelalters. Unter anderem strukturierte und übersetzte er das riesige Werk Galens und schuf daraus, ohne kritiklos Galens Ansichten zu übernehmen, einen Lehrplan für das Studium der Medizin, der über Jahrhunderte Gültigkeit hatte. Darüber hinaus beschreibt er eine pathologische Nierenveränderung und detailliert die Pocken und Masern. Auch andere Erkrankungen wie Appendizitis oder Krämpfe während der Schwangerschaft werden von ihm dokumentiert. Ferner veröffentlichte er ein Verzeichnis der wichtigsten Heilmittel. Er beschrieb die Verengerung der Pupille auf Lichteinfall und nennt verschiedene Augenoperationen (etwa an der Hornhaut, der Bindehaut, dem Augenlid, den Starstich und die Staraussaugung nach Antyllos (mittels einer gläsernen Röhre), das Ausbrennen der Tränenfistel und die Behandlung von Lideinstülpung und Trichiasis). Seine Werke wurden auch im europäischen Kulturkreis in der medizinischen Lehre verwendet. Ihm soll als Erstem die Herstellung von höherprozentigem Alkohol durch die Destillation aus Wein gelungen sein.
Der 27. August jeden Jahres ist in Iran offizieller Gedenktag für Rhazes.

## Ehrungen
Nach Rhazes benannt ist die Pflanzengattung Rhazya Decne. aus der Familie der Hundsgiftgewächse (Apocynaceae).

## Werke, Textausgaben, Übersetzungen
- Kitābu's-sīrati'l-falsafiyyati (كتاب السيرة الفلسفيّة), „Das Buch vom Werdegang der Philosophie“.
- Paul Kraus: Abi Bakr Mohammadi Zachariae Ragemsis (Rāzīs) Opera philosophica 1, Fragmenta que quae supersunt, Pars Prior, Kairo 1939 (arabischer Text seiner Abhandlungen zur Ethik und philosophischer Fragmente)
- De pestilentia. Übersetzung aus dem Syrischen von Giorgio Valla in einem Sammelband. Bevilaqua, Venedig 1498 (Digitalisat).
- Kitābu'ṭ-ṭibbi'r-rūhānī (كتاب الطب الروحاني), „Das Buch von der geistigen Medizin“
- Kitābu'l-manṣūrī fī'ṭ-ṭibb (vor 903, gewidmet Abū Ṣalīḥ Manṣūr ibn Isḥāq, latinisiert Almansor)
  - Übersetzung ins Lateinische 1175 durch Gerhard von Cremona: Liber (medicinalis) ad Almansorem / Almansorius, Liber ad Almansorem, Liber nonus; Kapitel 26–58 auch als Pseudo-Aristoteles oder Pseudo-Albertus Magnus: Physiognomia; Buch 2 ebenfalls als Pseudo-Aristoteles: Physiognomia[16]
    - Handschriften u. a. Ms. D.I. 14. 2 Bände, Bibliotheca Nazionale Universitaria di Torino, Turin 1460.
    - Drucke (etwa als Liber regius ad Almansorem) u. a. Venedig 1490 (Digitalisat), 1493 (Digitalisat Yale), 1497 bei Bonetus Locatellus Bergomensis [als Drucker tätig von 1486 bis 1523[17]] (Digitalisate: BSB München, Yale)

  - moderne Teilübersetzungen:
    - Pieter de Koning: Traité sur le calcul dans les reins et dans la vessie par Abū Bekr Muḥammad ibn Zakarīyā’ al-Rāzī. Brill, Leiden 1896.
    - Pieter de Koning: Trois traites d'anatomie arabes par Muhammad ibn Zakariyya al-Rāzī, ‘Ali ibn al-‘Abbas and ‘Ali ibn Sina. Brill, Leiden 1903 (Nachdruck Institut für Geschichte der Arabisch-Islamischen Wissenschaften, Frankfurt 1986, 2–89).
- Kitāb Sirr al-asrār (Buch des Geheimnisses der Geheimnisse), sein alchemistisches Hauptwerk (lateinische Übersetzung als Liber secretorum, nicht zu verwechseln mit dem Secretum secretorum)
  - Faksimileausgabe Teheran 1964
  - Julius Ruska: Al-Razi’s Buch Geheimnis der Geheimnisse. Mit Einleitung und Erläuterungen in deutscher Übersetzung. (Memento vom 28. September 2007 im Internet Archive) Springer, Berlin 1937 (= Quellen und Studien zur Geschichte der Naturwissenschaften und der Medizin. Band VI).
- Kitāb al-mudḫal at-taʿlīmī, sein erstes alchemistisches Werk[18]

### Ältere Literatur
- Tjitze Jacobs DeBoer: Geschichte der Philosophie im Islam. Fr. Frommanns Verlag, Stuttgart 1901, S. 69–89.
- Gerard Heym: Al-Razi and alchemy. In: Ambix. Band 1, 1938, S. 184–191.
- J. R. Partington: The chemistry of Razi. In: Ambix. Band 1, 1938, S. 192–196.
- George Speirs Alexander Ranking: The life an works of Rhazes (Abū Bakr Muhammad ibn Zakarīya ar-Rāzī). In: Proceedings of the Seventeenth International Congress of Medicine (London). 23. Abteilung: History of Medicine, London 1914, S. 237–268.
- Julius Ruska: Al Razi (Rhases) als Chemiker. In: Zeitschrift für angewandte Chemie. Band 35 (103), 1922, S. 719–721, ISSN 0932-2132.
- Julius Ruska: Al-Birūni als Quelle für das Leben und die Schriften al-Rāzi’s. In: Isis. Band 5, 1923, S. 26–50.
- Julius Ruska: Pseudoepigraphe Rasis-Schriften. In: Osiris. Band 7, 1939, S. 31–94.

### Neuere Literatur
- L. Richter-Bernburg: Abū Bakr Muhammad al-Rāzī's (Rhazes) medical works. In: Medicina Nei Secoli. Band 6, Nr. 2, 1994, S. 377–392, PMID 11623416 (englisch).
- Shlomo Pines: Al-Rāzī, Abū Bakr Muhammad ibn Zakariyyā. In: Charles Coulston Gillispie (Hrsg.): Dictionary of Scientific Biography. Band 11: A. Pitcairn – B. Rush. Charles Scribner’s Sons, New York 1975, S. 323–326 (englisch).
- Bernard Joly: Rhazes. in: Claus Priesner, Karin Figala (Hrsg.): Alchemie. Lexikon einer hermetischen Wissenschaft. Verlag C. H. Beck, München 1998, ISBN 3-406-44106-8, S. 302 ff.
- Heinrich Schipperges: Rhazes (865 bis 925). In: René Dumesnil, Hans Schadewaldt (Hrsg.): Die berühmten Ärzte. 2. Aufl. Aulis-Verlag Deubner, Köln 1960, S. 41–43.
- Heinrich Schipperges: Ar-Rāzī, Muḥammad ibn Zakarīyā (Rhases – „der Mann aus Raiy“). In: Werner E. Gerabek, Bernhard D. Haage, Gundolf Keil, Wolfgang Wegner (Hrsg.): Enzyklopädie Medizingeschichte. De Gruyter, Berlin/New York 2005, ISBN 3-11-015714-4, S. 1217–1219.
- Ulrich Rudolph: Islamische Philosophie. Von den Anfängen bis zur Gegenwart. Verlag C. H. Beck, München 2004, ISBN 3-406-50852-9, S. 22–28.